# Colin Friels
Colin Friels (Killwinning, Ayrshire, Escocia; 25 de septiembre de 1952) es un actor británico-australiano, conocido por sus numerosas participaciones en cine y televisión.

## Biografía
Colin estudió interpretación en el National Institute of Dramatic Art NIDA de donde se graduó en 1976. 
El 30 de octubre de 1984, se casó con la actriz Judy Davis, con quien tiene dos hijos el actor Jack Friels (1987) y Charlotte Friels (1997). En 2002 Judy y Colin se separaron brevemente después de tener una discusión que llegó a la corte en donde Judy pidió una orden en contra de Friels, sin embargo lograron arreglar sus problemas y poco después regresaron.

## Carrera
En 1994 obtuvo un papel en la película A Good Man in Africa donde interpretó a Morgan Leafy, el primer secretario del alto comisionado.
En 1996 se unió al elenco de la serie policíaca Water Rats donde interpretó al detective mayor de la policía Frank Holloway hasta 1999, después de que su personaje decidiera irse de viaje alrededor del mundo. Colin dejó la serie después de ser diagnosticado con cáncer de páncreas por lo que tuvo que someterse a quimioterapia. Por su interpretación Colin ganó un premio Logie en la categoría en "Most Outstanding Actor".
En el 2011 apareció como invitado en el antepenúltimo episodio de la serie Wild Boys donde interpretó a Mad Dog Morgan.

## Salud
En 1997 Colin fue diagnosticado con cáncer de páncreas, sin embargo después de recibir tratamiento entró en remisión.
En el 2012 Colin colapsó durante una actuación de la obra Death of a Salesman en el teatro Belvoir Street. la gerente de la obra decidió suspender la función diciendo que el Friels no se sentía bien por lo que les pedía esperar un momento sin embargo después de unos minutos volvió a salir y avisó que la función se tendría que cancelar, poco después llamaron a un doctor.

## Filmografía

### Películas
| Año  | Título                             | Personaje                 | Notas                                                                                             |
| ---- | ---------------------------------- | ------------------------- | ------------------------------------------------------------------------------------------------- |
| 2014 | Wedding of the Year                | Ollie                     | junto a Maeve Dermody, Deborah Mailman, Chris Haywood, Heather Mitchell & Noni Hazlehurst         |
| 2014 | Schapelle                          | Mick Corby                | junto a Les Chantery, Vince Colosimo, Jacinta Stapleton, Krew Boylan & Denise Roberts             |
| 2012 | Jack Irish: Bad Debts              | Garth Bruce               | junto a Guy Pearce, Marshall Napier, Marta Dusseldorp, Shane Jacobson & Roy Billing               |
| 2012 | Mabo                               | Justice Moynihan          | junto a Jimi Bani, Deborah Mailman, Ewen Leslie, Felix Williamson, Rob Carlton & Miranda Otto     |
| 2011 | The Eye of the Storm               | Athol Shreve              | junto a Geoffrey Rush, Judy Davis & Dustin Clare                                                  |
| 2011 | A Heartbeat Away                   | Mayor Riddick             | junto a Isabel Lucas, Tammy MacIntosh, Roy Billing & Mark Furze                                   |
| 2010 | Tomorrow, When the War Began       | Doctor Clements           | junto a Caitlin Stasey, Rachel Hurd-Wood, Lincoln Lewis & Phoebe Tonkin                           |
| 2010 | Matching Jack                      | Profesor Nelson           | junto a Jacinda Barrett, Richard Roxburgh, James Nesbitt, Kodi Smit-McPhee y Jane Allsop          |
| 2010 | The Nothing Men                    | Jack Simpson              | junto a Martin Dingle Wall, Mark Fitzpatrick, Sonja Tallis & David Field                          |
| 2010 | Lest We Forget                     | Sam                       | corto - junto a Georgina Haig, Joy Smithers, Jake Tobin & Bill Young                              |
| 2009 | Blind Compny                       | Geoff Brewster            | junto a Samuel Johnson, Gloria Ajenstat, Nick Barkla & Sarah Hallam                               |
| 2008 | The Informant                      | Doug Lamont               | junto a William McInnes, Leeanna Walsman, Stephen Curry, Matt Day & Salvatore Coco                |
| 2007 | BlackJack: Ghost                   | Jack Kempson              | junto a Marta Dusseldorp, Marcus Graham, Simon Lyndon, Shaun Micallef, Gigi Edgley & Rhys Muldoon |
| 2007 | Bastard Boys                       | John Coombs               | junto a Anthony Hayes, Geoff Morrell, Caroline Craig, Dan Wyllie, Justine Clarke & Rhys Muldoon   |
| 2006 | BlackJack: At the Gates            | Jack Kempson              | junto a Marta Dusseldorp, Saban Berrell, Gigi Edgley, David Field & James Fraser                  |
| 2006 | BlackJack: Dead Memory             | Jack Kempson              | junto a Marta Dusseldorp, Aaron Pedersen, David Field, Daniel MacPherson & Yvonne Strahovski      |
| 2006 | The Book of Revelation             | Olsen                     | junto a Genevieve Picot, Greta Scacchi, Nadine Garner, Deborah Mailman & Andy McPhee              |
| 2006 | Solo                               | Jack Barrett              | junto a Cameron Ambridge, Tony Barry, Vince Colosimo, Chris Haywood & Paul Gleeson                |
| 2005 | BlackJack: Ace Point Game          | Jack Kempson              | junto a Marta Dusseldorp, Craig McLachlan, Gigi Edgley, Russell Dykstra & Matthew Holmes          |
| 2005 | BlackJack: In the Money            | Jack Kempson              | junto a Marta Dusseldorp, David Field, Gigi Edgley, Russell Dykstra & Matthew Holmes              |
| 2005 | The Illustrated Family Doctor      | Ray Gill                  | junto a Samuel Johnson, Kestie Morassi & Jessica Napier                                           |
| 2004 | BlackJack: Sweet Science           | Jack Kempson              | junto a Marta Dusseldorp, Chris Haywood, Alex O'Loughlin, Anthony Hayes & Nash Edgerton           |
| 2004 | Tom White                          | Tom White                 | junto a Ashley Zukerman & Rachael Blake                                                           |
| 2004 | The Mystery of Natalie Wood        | Nick Gurdin               | junto a Justine Waddell, Michael Weatherly, Matthew Settle, Steven Vidler & John Noble            |
| 2003 | Temptation                         | Roberto Francobelli       | junto a Essie Davis, Toby Schmitz, Emma Lung & Simon Westaway                                     |
| 2003 | BlackJack                          | Jack Kempson              | junto a David Field, Russell Dykstra, Tony Barry, Matt Boesenberg, Tina Bursill & Jason Clarke    |
| 2003 | Max's Dreaming                     | Mark Bryce                | junto a Carolyn Bock, Genevieve Picot, James Degenhardt, John Higginson & Brenda Monaghan         |
| 2002 | Black and White                    | Padre Tom Dixon           | junto a Robert Carlyle, Charles Dance, Kerry Fox, Ben Mendelsohn, Roy Billing & Chris Haywood     |
| 2001 | My Husband My Killer               | Bob Inkster               | junto a Linda Cropper, Chris Haywood, Craig McLachlan, Tara Morice, Bridie Carter & Geoff Morrell |
| 2001 | The Man Who Sued God               | David Myers               | junto a Billy Connolly, Judy Davis, John Howard, Bille Brown, Glenda Linscott & Emily Browning    |
| 2000 | Marriage Acts                      | David McKinnon            | junto a Sonia Todd & Laurence Breuls                                                              |
| 1998 | Dark City                          | Det. Eddie Walenski       | junto a Rufus Sewell, Kiefer Sutherland, Jennifer Connelly, Bruce Spence & Melissa George         |
| 1996 | Mr. Reliable                       | Wally Mellish             | junto a Barry Otto, Jacqueline McKenzie, Elaine Cusick, Susie Porter & John Batchelor             |
| 1996 | Cosi                               | Errol                     | junto a Ben Mendelsohn, Barry Otto, Toni Collette, Rachel Griffiths, Jacki Weaver & David Wenham  |
| 1995 | Back of Beyond                     | Connor                    | junto a Paul Mercurio, Rebekah Elmaloglou, Dee Smart & Glenda Linscott                            |
| 1995 | Angel Baby                         | Morris Goodman            | junto a John Lynch, Jacqueline McKenzie, Deborra-Lee Furness & Robyn Nevin                        |
| 1994 | A Good Man in Africa               | Morgan Leafy              | junto a Sean Connery, John Lithgow, Diana Rigg, Louis Gossett Jr. & Joanne Whalley                |
| 1993 | The Nostradamus Kid                | Predicador Estadounidense | junto a Noah Taylor, Miranda Otto & Jack Campbell                                                 |
| 1992 | The Last Man Hanged                | Sheriff                   | junto a Chris Haywood, Lewis Fitz-Gerald, Ronald Graham & Angie Milliken                          |
| 1991 | Dingo                              | John Anderson             | junto a Ben Mortley, Miles Davis & Helen Buday                                                    |
| 1991 | Class Action                       | Michael Grazier           | junto a Gene Hackman, Mary Elizabeth Mastrantonio & Laurence Fishburne                            |
| 1990 | Weekend with Kate                  | Richard Muir              | junto a Catherine McClements, Brian Vriends & Jerome Ehlers                                       |
| 1990 | Darkman                            | Louis Strack Jr.          | junto a Liam Neeson, Frances McDormand & Larry Drake                                              |
| 1988 | Grievous Bodily Harm               | Tom Stewart               | junto a John Waters, Kim Gyngell, Craig Ashley & Gary Waddell                                     |
| 1988 | Warm Nights on a Slow Moving Train | Hombre                    | junto a Wendy Hughes, Norman Kaye, John Clayton, Lewis Fitz-Gerald & Chris Haywood                |
| 1987 | Ground Zero                        | Harvey Denton             | junto a Jack Thompson, Kim Gyngell, Donald Pleasence & Natalie Bate                               |
| 1987 | High Tide                          | Mick                      | junto a Judy Davis, Rob Carlton, Frankie J. Holden & Claudia Karvan                               |
| 1987 | Kangaroo                           | Richard Somers            | junto a Judy Davis, John Walton, Julie Nihill & Hugh Keays-Byrne                                  |
| 1986 | Malcolm                            | Malcolm Hughes            | junto a Lindy Davies, Chris Haywood, John Hargreaves & Charles 'Bud' Tingwell                     |
| 1985 | The Man in the Iron Mask           | Phillipe/Louis XIV        | junto a Gwen Plumb, John Meillon & Earle Cross                                                    |
| 1984 | The Coolangatta Gold               | Adam Lucas                | junto a Joss McWilliam, Nick Tate, Robyn Nevin & Melissa Jaffer                                   |
| 1983 | For the Term of His Natural Life   | Rufus Dawes               | junto a Diane Cilento, Robert Coleby, Jeremy Coote & Damon Herriman                               |
| 1983 | Buddies                            | Mike                      | junto a Harold Hopkins, Kris McQuade, Norman Kaye & Bruce Spence                                  |
| 1982 | Monkey Grip                        | Javo                      | junto a Noni Hazlehurst, Alice Garner, Michael Caton & Lisa Peers                                 |
| 1981 | Hoodwink                           | Robert                    | junto a Judy Davis, Wendy Hughes, Max Cullen, Michael Caton & Geoffrey Rush                       |
| 1981 | Prisoners                          | Nick                      | junto a Tatum O'Neal, Shirley Knight & David Hemmings                                             |
| 1980 | Big Toys                           | -                         | junto a Diane Cilento, Max Cullen & John Gaden                                                    |

### Series de Televisión
| Año         | Serie                   | Personaje              | Notas                      |
| ----------- | ----------------------- | ---------------------- | -------------------------- |
| 2016        | The Secret Daughter     | Jack Norton            | 6 episodios                |
| 2011        | Wild Boys               | Mad Dog Morgan         | episodio # 1.11            |
| 2011        | Killing Time            | Lewis Moran            | 8 episodios                |
| 2001        | The Farm                | Tom Cooper             | miniserie                  |
| 1996 - 1999 | Water Rats              | Det. Frank Holloway    | 114 episodios              |
| 1995        | Space: Above and Beyond | Teniente coronel Fouts | episodio "Piloto"          |
| 1995        | Halifax f.p.            | Kevin Tait             | episodio "Hard Corps"      |
| 1993        | Stark                   | Sly Morgan             | 3 episodios                |
| 1993        | Seven Deadly Sins       | Orgullo                | miniserie                  |
| 1992        | Police Rescue           | Lew Campbell           | episodio "Reasons to Live" |

### Narrador
| Año  | Título        | Notas                    |
| ---- | ------------- | ------------------------ |
| 2014 | The Turning   | segmento "Ash Wednesday" |
| 2011 | Ned's Head    | -                        |
| 2009 | Gangs of Oz   | 5 episodios              |
| 2007 | Air Australia | 3 episodios              |
| 2006 | Bom Bali      | -                        |
| 2006 | Life at 1     | 2 episodios              |

### Teatro[4]
| Año  | Obra                       | Personaje   | Director (a)       | Teatro              | Notas                                                                         |
| ---- | -------------------------- | ----------- | ------------------ | ------------------- | ----------------------------------------------------------------------------- |
| 2012 | Red                        | -           | Alkinos Tsilimidos | Sumner Theatre      | junto a Andre de Vanny                                                        |
| 2012 | Death of a Salesman        | Willy Loman | -                  | Belvoir St. Theatre | junto a Genevieve Lemon, Patrick Brammall & Hamish Michael                    |
| 2004 | Victory                    | -           | Judy Davis         | -                   | junto a Peter Carroll, Marta Dusseldorp, Genevieve Lemon & Judy Davis         |
| 2001 | The School for Scandal     | -           | Judy Davis         | Drama Theatre       | junto a Brandon Burke, Lynette Curran, Essie Davis & Toby Schmitz             |
| 1999 | Macbeth                    | -           | Ian Judge          | Drama Theatre       | junto a Paul Barry, Peter Carroll, Peter Cousens, Vanessa Downing y John Adam |
| 1981 | Cloud Nine                 | -           | Aubrey Mellor      | Nimrod Theatre      | junto a Barry Otto, Deidre Rubenstein & Anna Volska                           |
| 1979 | The Caucasian Chalk Circle | -           | John Clark         | Drama Theatre       | junto a Kim Gyngell, Peter Carroll, Steve Bisley & Jennifer Hagan             |
| 1977 | Macbeth                    | -           | Colin George       | Playhouse Theatre   | junto a Craig Ashley, Bruce Barry, Brian James & Barbara West                 |

## Premios y nominaciones
| Año  | Categoría                                                                         | Premio                                | Película/Serie/Obra      | Resultado |
| ---- | --------------------------------------------------------------------------------- | ------------------------------------- | ------------------------ | --------- |
| 2013 | Best Male Actor in a Play                                                         | Helpmann Award                        | Death of a Salesman      | Ganó      |
| 2008 | Lifetime Achievement Award                                                        | Peter Finch/Movie Extra Filmink Award | -                        | Ganó      |
| 2006 | Best Actor in a Lead Role                                                         | FCCA Award                            | Solo                     | Nominado  |
| 2006 | Best Actor in a Supporting Role                                                   | FCCA Award                            | The Book of Revelation   | Nominado  |
| 2004 | Best Actor - Male                                                                 | FCCA Award                            | Tom White                | Ganó      |
| 2004 | Best Actor                                                                        | IF Award                              | Tom White                | Ganó      |
| 2003 | Best Male Actor in a Play                                                         | Helpmann Award                        | Copenhagen               | Ganó      |
| 2003 | Best Actor in a Leading Role                                                      | AFI Award                             | Tom White                | Nominado  |
| 2003 | Best Actor in a Play (junto a John Gaden)                                         | MO Award                              | Copenhagen               | Ganó      |
| 2000 | Most Outstanding Actor                                                            | Silver Logie Award                    | Water Rats               | Nominado  |
| 2000 | Most Popular Actor                                                                | Logie Award                           | Water Rats               | Nominado  |
| 1999 | Most Outstanding Actor                                                            | Silver Logie Award                    | Water Rats               | Nominado  |
| 1999 | Most Popular Actor                                                                | Silver Logie Award                    | Water Rats               | Nominado  |
| 1998 | Most Outstanding Actor                                                            | Silver Logie Award                    | Water Rats               | Nominado  |
| 1998 | Most Popular Actor                                                                | Silver Logie Award                    | Water Rats               | Nominado  |
| 1997 | Most Outstanding Actor                                                            | Silver Logie Award                    | Water Rats               | Ganó      |
| 1995 | Best Performance by an Actor in a Television Drama (empatado con "Steven Vidler") | AFI Award                             | Halifax f.p.: Hard Corps | Ganó      |
| 1991 | Best Actor in a Lead Role                                                         | AFI Award                             | Dingo                    | Nominado  |
| 1987 | Best Actor in a Lead Role                                                         | AFI Award                             | Ground Zero              | Nominado  |
| 1986 | Best Actor in a Lead Role                                                         | Helpmann Award                        | Malcolm                  | Ganó      |